# 豊栄郵便局
豊栄郵便局（とよさかゆうびんきょく）
- 新潟県新潟市北区にある郵便局。本記事にて記述する。
- 千葉県長生郡長南町にある郵便局。局番号は05294。
- 長野県長野市にある郵便局。局番号は11333。
- 広島県東広島市にある郵便局。局番号は51036。

豊栄郵便局（とよさかゆうびんきょく）は新潟県新潟市北区にある郵便局。民営化前の分類では集配普通郵便局であった。

## 概要
住所：〒950-3399 新潟県新潟市北区白新町3-4-5

## 沿革
- 1872年（明治5年）旧9月 - 葛塚（くずづか）郵便取扱所として開設[1]。
- 1873年（明治6年）5月1日 - 廃止。
- 1877年（明治10年） - 葛塚郵便局（五等）として再設置。
- 1885年（明治18年）5月1日 - 貯金取扱を開始。
- 1886年（明治19年）4月26日 - 三等郵便局となる[2]。
- 1888年（明治21年）5月16日 - 郵便為替事務開始[3]。
- 1896年（明治29年）
  - 4月11日 - 火災により焼失[4]。
  - 11月16日 - 小包郵便取扱開始[5]。
- 1901年（明治34年）2月21日 - 葛塚郵便電信局（三等）となる[6]。
- 1903年（明治36年）4月1日 - 通信官署官制の施行に伴い葛塚郵便局となる。
- 1912年（大正元年）11月16日 - 電話通話事務開始[7]。
- 1916年（大正5年）
  - 7月16日 - 特設電話加入申請受理開始[8]。
  - 11月1日 - 電話交換業務を開始、併せて託送電報も取扱う[9]。
- 1956年（昭和31年）
  - 7月1日 - 豊栄郵便局に改称[10]。
  - 12月 - 葛塚(下町)から白新町二丁目(現新発田信用金庫豊栄支店)に移転。
- 1957年（昭和32年）
  - 3月11日 - 岡方郵便局から電話交換事務の取扱を移管。
  - 3月16日 - 木崎郵便局から電話交換事務の取扱を移管。
- 1966年（昭和41年）6月11日 - 電話交換事務および和文電報配達事務を、豊栄電報電話局に移管。
- 1971年（昭和46年）9月1日 - 特定郵便局から普通郵便局に局種別改定。
- 1981年（昭和56年）9月28日 - 白新町二丁目から白新町三丁目(現在地)に移転[11]。
- 1984年（昭和59年）5月21日 - 木崎郵便局から集配業務を移管。
- 1990年（平成2年）1月8日 - 豊栄早通簡易郵便局の廃止に伴い、取扱事務を承継。
- 1998年（平成10年）9月1日 - 外国通貨の両替および旅行小切手の売買に関する業務取扱を開始。
- 2007年（平成19年）10月1日 - 民営化に伴い、併設された郵便事業豊栄支店に一部業務を移管。
- 2012年（平成24年）10月1日 - 日本郵便株式会社発足に伴い、郵便事業豊栄支店を豊栄郵便局に統合。

## 取扱内容
- 郵便、印紙、ゆうパック、内容証明
- 貯金、為替、振替、振込、国際送金、外貨両替、国債、投資信託
- 生命保険、バイク自賠責保険、自動車保険、がん保険、引受条件緩和型医療保険
- ゆうちょ銀行ATM
- 「950-33xx」区域（新潟市北区の一部）の集配業務
- ゆうゆう窓口

## 風景印
福島潟や新潟競馬場がデザインされた消印が1987年から使用されている。

## 周辺
- 新潟市北区役所
- 新潟市立豊栄図書館
- 新井郷川

## アクセス
- JR白新線 豊栄駅から南へ約600m（徒歩約7分）
- 新潟交通 E4 大形線 「葛塚仲町」停留所下車
- 日本海東北自動車道 豊栄新潟東港ICから南へ約2km
- 駐車場あり：21台